# Ruth Durlacher

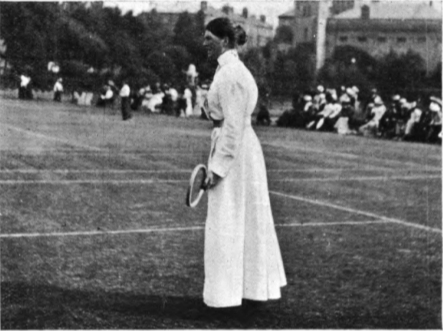
Ruth Durlacher (vor 1903)

Ruth Durlacher (* als Ruth Dyas) war eine irische Tennisspielerin um 1900.
Durlacher nahm von 1897 bis 1907 an den Wimbledon Championships teil. 1899 gewann sie im Doppel die englischen Meisterschaften. Im Einzel erreichte sie im selben Jahr das Finale des All-Comers-Wettbewerbs,  unterlag dort allerdings der späteren Siegerin Blanche Bingley. Des Weiteren war sie bei den irischen Meisterschaften in den Jahren 1898, 1901 und 1902 im Mixed an der Seite von Laurence Doherty erfolgreich.
Durlacher war mit Neville John Durlacher verheiratet. Aus der Ehe gingen Patrick Durlacher, ein Cricketspieler, und Nora Durlacher, ebenfalls eine Tennisspielerin, hervor.